# X (band)
 For alternative betydninger, se X (flertydig). (Se også artikler, som begynder med X)
X er et punk/rock-band fra USA.

## Diskografi
- Los angeles (1980)
- Wild gift (1981)
- Under the big black sun (1982)
- More fun in the new world (1983)
- Ain't love grand (1985)
- See how we are (1987)
- Live at the whisky a go-go (1988)
- Los Angeles (2001)

| Musikgruppe | Spire Denne artikel om en amerikansk musikgruppe er en spire som bør udbygges. Du er velkommen til at hjælpe Wikipedia ved at udvide den. |